# Эрлехард
Эрлехард (лат. Erlehardus; умер не позднее 816) — епископ Страсбурга приблизительно в 816 году.

## Биография
Эрлехард — один из ранних глав Страсбургской архиепархии, о которых известно только по средневековым спискам местных епископов. В этих исторических источниках он назван преемником Уто I и предшественником Адалоха. Точные даты, когда Эрлехард занимал епископскую кафедру в городе Страсбург, не установлены. Предполагается, что он мог быть главой Страсбургской епархии приблизительно в 816 году. Достоверно известно только о том, что не позднее августа того года Адалох стал новым епископом Страсбурга. Возможно, именно из-за непродолжительного управления епархией каких-либо подробных свидетельств о деятельности Эрлехарда не сохранилось. В наиболее раннем из сохранившихся списков страсбургских епископов, созданном во второй половине IX века при Ратольде, упоминается, что «порядочность Эрлехарда отнюдь не уступала ему в почестях».